# Lisne, Șostka
Lisne (în ucraineană Лісне) este un sat în comuna Sobîci din raionul Șostka, regiunea Sumî, Ucraina.

## Demografie
Componența lingvistică a localității Lisne
     Ucraineană (92,86%)
     Rusă (7,14%)
Conform recensământului din 2001, majoritatea populației localității Lisne era vorbitoare de ucraineană (92,86%), existând în minoritate și vorbitori de rusă (7,14%).